# گورستان باغ سحون ۴
قبرستان باغ سحون ۴ مربوط به دوره اشکانیان است و در شهرستان خاش، بخش مرکزی خاش، دهستان سنگان، ۵/۸ کیلومتری جنوب شرق روستای دولت‌آباد واقع شده و این اثر در تاریخ ۱۲ دی ۱۳۸۶ با شمارهٔ ثبت ۲۰۳۷۰ به‌عنوان یکی از آثار ملی ایران به ثبت رسیده است.